# Eupelmus xanthotarsus
Eupelmus xanthotarsus är en stekelart som beskrevs av Perkins 1910. Eupelmus xanthotarsus ingår i släktet Eupelmus och familjen hoppglanssteklar. Inga underarter finns listade i Catalogue of Life.